# 제28보병사단 (대한민국)
제28보병사단(第二十八步兵師團, The 28th Infantry Division, 상징명칭: 무적태풍부대)는 대한민국 육군의 보병 사단으로 상징명칭은 '무적태풍부대'이다. 1953년 11월 18일에 창설되었으며, 경례구호는 일반적인 '충성'대신 '태풍'을 사용한다. 중서부 전선 최전방 지역 경계 임무를 수행하며 GOP여단(80, 81)와 예비여단(82), 포병여단 및 직할대로 구성되어 있다.

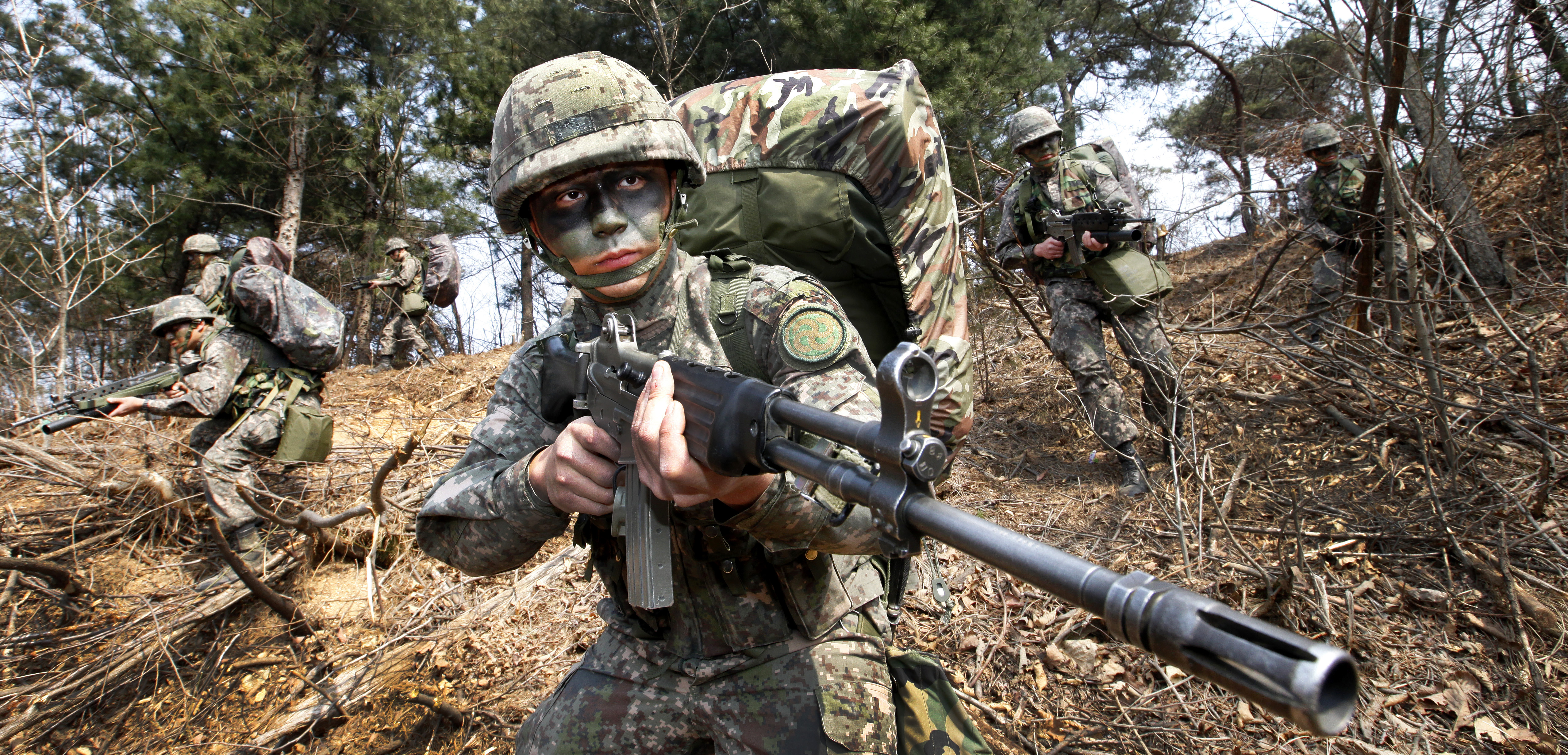
전술훈련 중인 제28보병사단 장병들

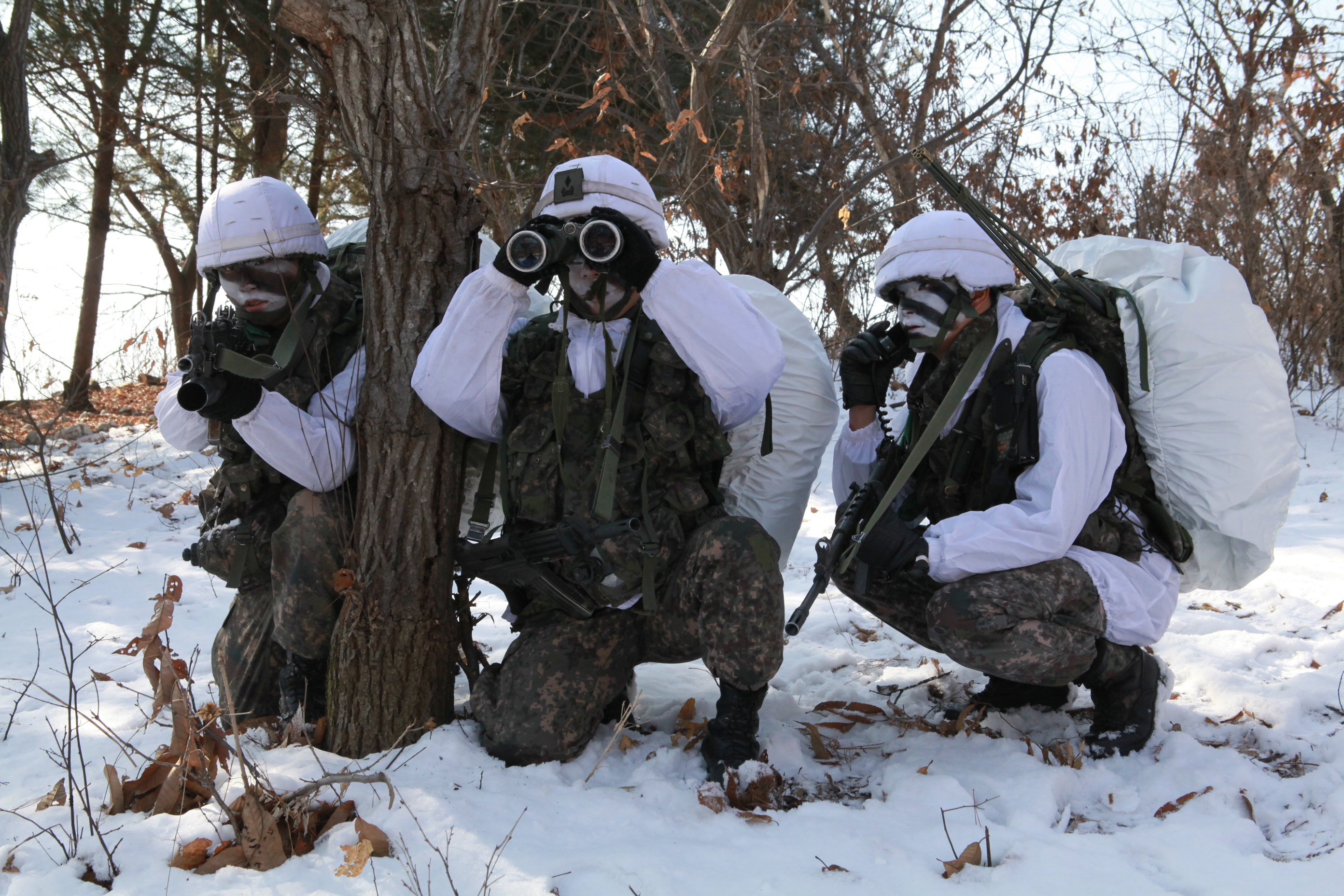
혹한기훈련 중인 제28보병사단 수색대대 장병들

## 부대마크
무적태풍부대 마크는 태풍의 눈을 중심으로 회전하면서 폭풍우를 휘몰아치며 북진하는 태풍의 위용을 형상화한 것으로 임전 시 북진의 교두보로서 적의 심장부를 일격에 무너뜨리겠다는 부대원의 결의를 담고 있다. 부대마크의 좌회전은 "영원불멸"을 상징하며, 바깥원은 "견적필살" "천하무적"의 총구를, 청색 바탕은 "정의"와 "평화"를, 백색은 "자유"와 "백의민족"을 상징한다.

## 연혁
28보병사단은 한국 전쟁 직후, 1953년 11월 18일 충남 논산에서 창설되었으며, 강원도 사창리, 포천, 양평 등 4차례의 이동 후 1966년 현 지역에 위치하여 현재까지 중서부 전선의 최전방 경계를 담당하고 있다. 지난 58년 동안 신병양성임무, 대간첩작전 임무, 상비전투 및 휴전선 경계임무 등 다양한 분야의 임무를 수행해 온 부대로서, 그간 대통령 부대표창 12회, 국방부장관 부대표창 18회 등 총 55회의 표창을 수상했다. 특히, 창설 이래 현재에 이르기까지 44회에 걸친 대간첩작전임무를 성공적으로 수행하여 적 사살 63명, 생포 8명, 노획 1,308점이라는 전공을 세우기도 했다. 28보병사단은 국방개혁 2.0으로 2025년에 해체될 예정이다.

## 태풍전망대
휴전선과 가장 가까운 전망대로 비끼산 최고봉인 수리봉에 자리잡고 있다. 1991년 12월 3일 무적태풍부대에서 개관한 뒤 현재까지 100만명 이상의 방문객이 다녀간 국민 안보교육의 장으로 활용되고 있다. 높이는 264m이며 전망대에서 휴전선까지는 800m, 북한군 초소까지 1,600m 떨어져 있어, 북한 북한 농장이 내려다보이며 맑은 날에는 개성부근까지 볼 수 있다. 전망대 외부에는 호주군 참전 기념비, UNㆍ태국군 참전 기념비 등 6.25 참전국가들의 전적비와 실향민들의 망향비 등이 자리한 안보공원이 조성되어있으며, 전망대 입구에 자리한 전시관에는 1985년 이후 강으로 떠내려오는북한의 생활필수품, 일용품, 간첩의 침투장비 등이 전시되어 있다.

## 사건 사고
- 1959년, 연천 사단장 살해 사건이 발생하였다.
- 2005년, 연천 군부대 총기 난사 사건이 발생하였다.
- 2014년, 연천 후임병 폭행사망 사건이 발생하였다.